# Piksida al-Mughira
Piksida al-Mughira, izdelana leta 968 za princa al-Mughira (15 cm x 8 cm), je prenosna posoda iz slonovine, ki izvira iz obdobja Omajadov,  srednjeveškega islama v Španiji. Je v zbirki pariškega Louvra. Posoda je bila izdelana v eni od delavnic Medina Azahara (Madinat al-Zahra) v bližini današnje Cordobe v Španiji in naj bi bila darilo za polnoletnost sina kalifa Abd al-Rahmana III. Zgodovinski viri pravijo, da je bil princ, imenovan al-Mughira, Abu al-Mutarrif al-Mughira, zadnji rojeni sin kalifa Abd al-Rahmana III., rojen priležnici po imenu Mushtaq. Prepričani so, da je ta piksida pripadala al-Mughiri zaradi napisa okoli podnožja pokrova, ki se glasi: »Blagoslov od Boga, dobra volja, sreča in blaginja al-Mughīri, sinu poveljnika vernih, naj božja milost [naj bo nad njim], narejena leta 357.«

## Oblika in kontekst
Pikside so znane kot luksuzne osebne posode, ki jih dajejo članom kraljeve družine in naj bi jih uporabljali za shranjevanje dragocenih draguljev, nakita, arom, parfumov itd.; vendar dejanski namen Pikside al-Mughira ni znan, ker v notranjosti ni nobenih sledi kakršne koli snovi. Čeprav je celotna površina pikside zapleteno in strokovno izrezljana z različnimi oblikami okrasja, je največ pozornosti v štirih glavnih medaljonih okoli njenega obsega.
Zunanjost pikside je dovršeno izrezljana in vrezana slonova kost, ki jo je kalif uvozil iz Severne Afrike. Možno je, da je bila piksida prvotno intarzirana z zlatom in srebrom, vendar so ostale le sledi žada. Čeprav je bila odkrita s kovinskimi tečaji, ki so pritrdili pokrov na posodo, se verjame (in je jasno), da so bili tečaji nameščeni pozneje, ker ni bilo prostora za namestitev kovinskih tečajev. To je znano, ker so tečaji uničili del napisa. Zaradi omenjenih negotovosti je nejasno, kako naj bi bil pokrov nameščen na posodi in tako ni znano, kako naj se napis bere, kaj se šteje spredaj ali zadaj in kakšen je njegov odnos do spodnjih prizorov.
Podatki:
- Material: slonova kost.
- Debelina stene: 1,8 cm.
- Napisi z 1,5 cm globokimi vrezi.
- Odpira in zapira se z dvema tečajema	.

## Medaljoni
Medaljon 1 prikazuje prizor dveh moških, ki nabirata jajca iz sokoljih gnezd, kar je priljubljeno kot simbol moči ali legitimnosti Omajadov. Znanstveniki trdijo, da je bila sinhronizacija med sokolom in močjo Omajadov trenuten in močan simbol zaradi takšnih metafor, ki so jih v tem časovnem obdobju našli v poeziji in umetnosti. Zlasti  Abd Al Rahmana I. al-Dakhila (priseljenec), ustanovitelja Omajadov v Al Andaluzu, je abasidski kalif slavno imenoval "sokol iz Kuraiša" (Sakr Kuraiš). Ker oba moška grizejo psi, se tudi domneva, da je šlo za implikacijo grožnje tistim, ki bi poskušali osvojiti oblast.
Medaljon 2 prikazuje dva jahača, ki nabirata grozde datljev iz datljeve palme. Ta drevesa najdemo predvsem na Bližnjem vzhodu in v severni Afriki in lahko namigujejo na vzhodne dežele ali »domovino nasadov palm«, ki so jih izgubili Abasidi – rodbina, ki je ustanovila Bagdad in strmoglavila sirske Omajade. Abd al-Rahman I., ki je ustanovil oblast Omajadov na Iberskem polotoku, je drevo uporabil kot kodo v svoji poeziji. Nekateri učenjaki domnevajo, da prepletene veje drevesa predstavljajo dvojne veje rodbine Omajadov, od katerih sta po besedah omajadskega panegirista Hasana al-Tubnija »nastali tako prerokba kot kalifat«.
Medaljon 3 prikazuje glasbeni prizor na dvoru dveh sedečih figur, ki obdajata srednjo figuro, za katero sumijo, da je služabnik zaradi manjšega, sekundarnega obsega. Ena figura drži pleteno žezlo in bučko Omajadov, druga pa pahljačo. Pomen tega medaljona je precej kontroverzen, vendar priljubljeno stališče trdi, da človek z žezlom in bučko simbolizira omajadskega kalifa, lik s pahljačo pa Abaside. Francisco Prado-Vilar trdi, da bi ta prizor lahko predstavljal slovesnost, opravljeno na dvoru al-Hakama II., ki bi bila političnega pomena za al-Mughira in ga spominjala na nadaljevanje in trdnost dinastije.
Medaljon 4 je edini medaljon, ki prikazuje skupni simbol moči skozi podobo boja med bikom in levom. Nekateri učenjaki, vključno s tistimi v Louvru in Eva Baer, so to razlagali kot sporočilo avtoritete in legitimnosti omajadskih kalifov v tekmovanju z abasidskimi kalifi, ki so vladali v Bagdadu. Prado-Vilar ta prizor povezuje s tedanjimi basnimi, ki so jih uporabljali za poučevanje življenjskih lekcij mladim, zlasti družini kraljevega dvora. Trdi, da bi Al-Mughira, ob upoštevanju Kalila wa Dimne, razmišljal o simboliki »tragičnih posledic poslušanja zlih nasvetov tistih, ki načrtujejo zaroto proti bratskemu rodu;« način, da ga kalif obdrži v njegovi sekundarni vlogi in da ne poskuša iskati vladanja.

## Interpretacijski spor
Učenjaki, kot je Renata Holod , trdijo, da je bila piksida darilo al-Mughira z ironično, komično ostrino kot opomnik, da nikoli ne bo naslednji v vrsti za vladavino. Holod tudi sumi, da darilo ni bilo od kalifa in ali ga je naročil al-Mughira; vendar znanstveniki, kot je Makariou, ki zavračajo to trditev, trdijo, da bi bilo težko za nekoga, ki ni licenčni, naročiti tako zelo drag predmet in da bi se osredotočil samo na čisto ironično sporočilo, ne vodi nikamor. Makarioujevi argumenti so tudi v nasprotju s Prado-Vilarjem, ki se osredotoča izključno na piksido kot posodo resnega opozorila al-Mughiriju glede morebitnih političnih ciljev, ki jih je imel; vendar Makariou trdi, da ta argument kaže na pomanjkanje znanja v zvezi s srednjeveškimi običaji kalifata in da ni bilo v naravi kalifa, da se tako resno ukvarja z notranjimi boji za oblast.
Dejanski namen Pikside al-Mughira je zelo argumentiran in soglasno neznan. Vemo, da je bil kalifat v Cordobi razvpit po svoji sposobnosti pridobivanja zelo dragih in razkošnih materialov za svoj kraljevi dvor. In zaradi svoje moči, zmogljivosti in tajnosti so ohranili edinstven in ekskluziven odnos s severno Afriko; trgovinski sporazum, do katerega ni mogla dostopati nobena druga dinastija. Slonovina, dragocen material, ki ga je težko obdelati, je bil eden od mnogih načinov, kako so prikazali svoje bogastvo in moč; vendar je uporaba teh zmožnosti za ustvarjanje Pikside al-Mughira na splošno ocenjena kot potratna in povprečna zaradi njenega sproščenega konteksta, ki ga nakazuje nabor knežjih zabav na njegovi zunanjosti; vendar je posoda brezhibne izdelave in strokovnega oblikovanja. Do danes se o namenu Pikside al-Mughira še vedno ugiba in razpravlja. Trenutno je del zbirke islamske umetnosti v pariškem Louvru.